# 모스크바강

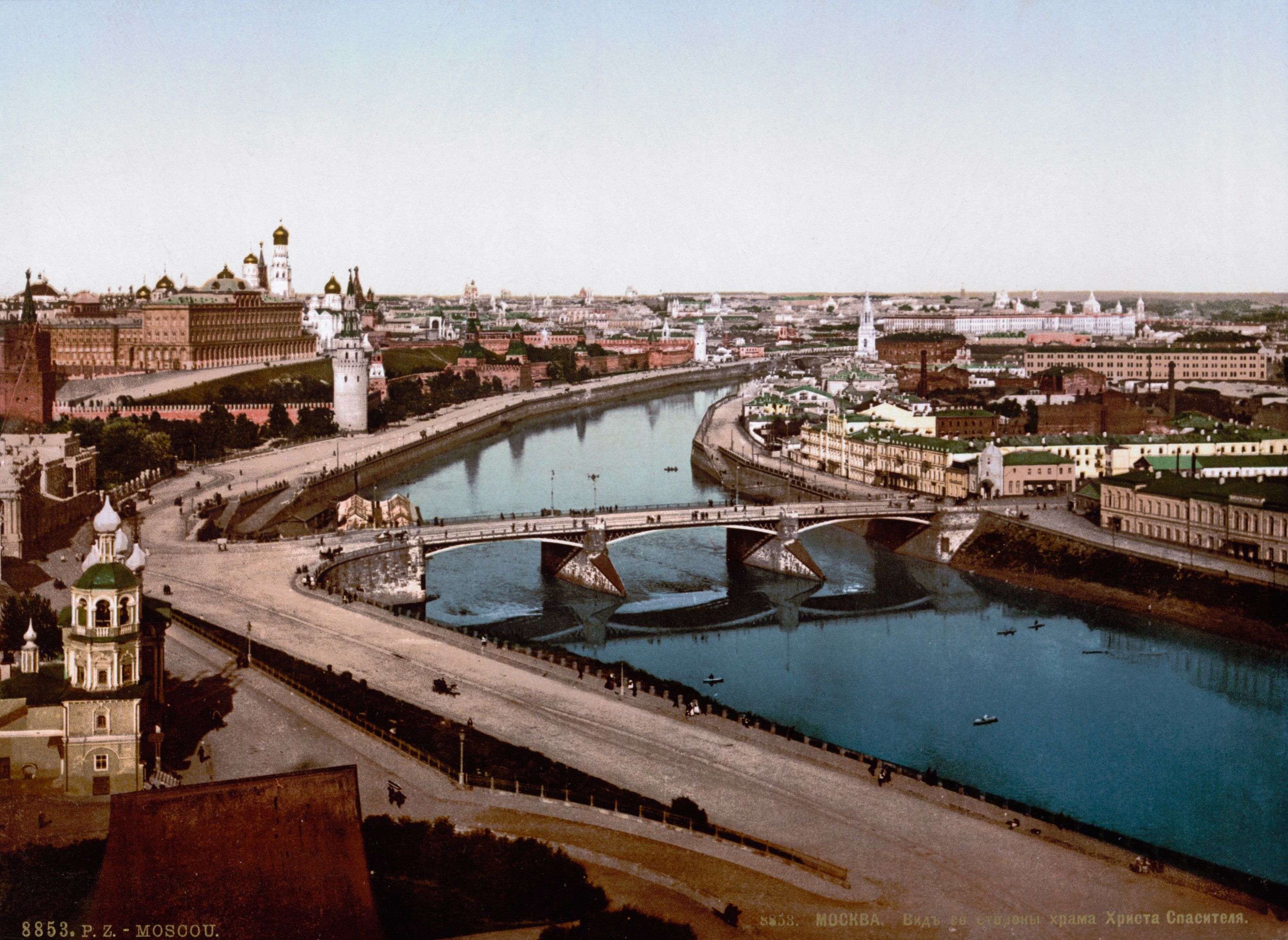
19세기 모스크바 크레믈린 근처

모스크바강(러시아어: Москва-река)은 모스크바주와 스몰렌스크주를 흐르는 강으로, 오카강의 지류이다. 유역 길이는 503 km, 유역 면적은 17,600 km2이다. 11월~12월에 얼어 붙다가 3월~4월에 풀린다. 모스크바강의 지류는 루자강, 이스트라강, 야우자강, 파흐라강, 세베르카강이다. 강 연변의 도시는 콜롬나, 즈베니고로드, 모스크바, 모자이스크가 있다.